# Oberwölz Umgebung
Oberwölz Umgebung là một đô thị thuộc huyện Murau thuộc bang Steiermark, nước Áo. Đô thị Oberwölz Umgebung có diện tích 94,78 km², dân số thời điểm cuối năm 2005 là 855 người.